# Manuel Puntillita Licea
Manuel „Puntillita“ Licea, rodným jménem Manuel Licea-Lamot (4. prosince 1927, Yareyal, Holguín, Kuba – 4. prosince 2000, Havana, Kuba) byl kubánský zpěvák 40. a 50. let, jenž se dostal do mezinárodního povědomí účastí na projektu Ry Coodera a Nicka Golda Buena Vista Social Club.

## Život a kariéra
Manuel Licea začal se zpěvem ve svých sedmi letech a v roce 1945 již zpíval v orchestru trumpetisty Julia Cuevy. Dostal přezdívku „Puntillita“ (Špička) podle písně Son De La Puntillita, kterou s orchestrem zpíval. V 50. letech byl velmi populární, spolupracoval s takovými osobnostmi, jako byli Celia Cruz a Benny Moré.
V 90. letech přizval Juan de Marcos González Puntillitu k účasti na projektu Afro-Cuban All Stars, který se snažil oživit slávu pozapomenutých kubánských hudebníků předrevoluční doby. O něco později pak Puntillita přičiněním Juana de Marcos navázal spolupráci s Ry Cooderem na jeho projektu Buena Vista Social Club, kde zpíval například s Ibrahimem Ferrerem a kytaristou Eliadem Ochoou v písni Cuarto De Tula a sólo v písni La Bayamesa. Album Buena Vista Social Club bylo nesmírně úspěšné nejen obchodně, ale získalo i cenu Grammy.
Hudebníci, kteří se sešli v Buena Vista Social Clubu, navázali na úspěch stejnojmenného alba podpořený i filmem Wima Wenderse a pokračovali ve svých obnovených kariérách. Manuel „Puntillita“ Licea však zemřel již v roce 2000, pouhé tři roky po vydání prvního alba Buena Vista Social Clubu.